# كلاوس لانجه
كلاوس لانجه (بالألمانية: Klaus Lange)‏ (14 سبتمبر 1939 في ألمانيا - ) هو لاعب كرة يد ألماني. شارك في الألعاب الأولمبية الصيفية 1972.

## وصلات خارجية
- كلاوس لانج على موقع أوليمبيديا (الإنجليزية)